# Большое Кухто
Большое Кухто — пресноводное озеро на территории Кестеньгского сельского поселения Лоухского района Республики Карелии.

## Общие сведения
Площадь озера — 3,7 км², площадь водосборного бассейна — 17,4 км². Располагается на высоте 120,2 метров над уровнем моря.
Форма озера продолговатая: оно почти на четыре километра вытянуто с запада на восток. Берега несильно изрезанные, каменисто-песчаные, преимущественно возвышенные.
Из западной оконечности Большого Кухто вытекает река Мельничная, впадающая в Тикшеозеро, через которое протекает река Лопская. Лопская впадает в озеро Пажма, являющееся частью Ковдозера. Через последнее протекает река Ковда, впадающая, в свою очередь, в Белое море.
Населённые пункты и автодороги вблизи водоёма отсутствуют.
Код объекта в государственном водном реестре — 02020000611102000001617.